# Pembroke (Nou Hampshire)
Pembroke és una població dels Estats Units a l'estat de Nou Hampshire. Segons el cens del 2000 tenia 6.897 habitants.

## Demografia
Segons el cens del 2000, Pembroke tenia 6.897 habitants, 2.661 habitatges, i 1.876 famílies. La densitat de població era de 116,6 habitants per km².
Dels 2.661 habitatges en un 37,3% hi vivien nens de menys de 18 anys, en un 55,7% hi vivien parelles casades, en un 10,4% dones solteres, i en un 29,5% no eren unitats familiars. En el 23% dels habitatges hi vivien persones soles el 7,3% de les quals corresponia a persones de 65 anys o més que vivien soles. El nombre mitjà de persones vivint en cada habitatge era de 2,59 i el nombre mitjà de persones que vivien en cada família era de 3,06.
Per edats la població es repartia de la següent manera: un 26,9% tenia menys de 18 anys, un 6,9% entre 18 i 24, un 33,1% entre 25 i 44, un 23,1% de 45 a 60 i un 9,9% 65 anys o més.
L'edat mediana era de 37 anys. Per cada 100 dones de 18 o més anys hi havia 94,5 homes.
La renda mediana per habitatge era de 49.494$ i la renda mediana per família de 57.106$. Els homes tenien una renda mediana de 37.786$ mentre que les dones 26.781$. La renda per capita de la població era de 20.800$. Entorn del 3% de les famílies i el 5,4% de la població estaven per davall del llindar de pobresa.